# ریچارد داوکینز: چگونه یک دانشمند نحوه اندیشیدن ما را دگرگون کرد؟
ریچارد داوکینز: چگونه یک دانشمند نحوهٔ اندیشیدن ما را دگرگون کرد؟ کتاب یادبودی است که شامل ۲۵ مقاله در مورد زندگی و کار ریچارد داوکینز است. کتاب در سال ۲۰۰۶ همزمان با سالگرد سی‌ام کتاب نخست داوکینز، ژن خودخواه انتشار یافت. کتاب شامل بخش‌های گوناگونی با موضوعاتی چون زیست‌شناسی فرگشتی، فلسفه و روانشناسی است. بخش‌هایی هم به نوشته‌های افرادی اختصاص یافته که با داوکینز هم‌داستان نیستند.
نام کتاب به دلیل تأثیر اندیشهٔ داوکینز در نسل‌هایی از زیست‌شناسان انتخاب شده‌است. نیویورک تایمز کتاب را چنین توصیف کرده‌است: «تصویر روشنی از اینکه چگونه یک نفر با قدرت تحلیل موشکافانه و با قلم واضح خود، به نسلی از زیست‌شناسان آموزش داد که چگونه دربارهٔ فرگشت (تکامل) بیندیشند.»